# Rauhhügel (Fichtelgebirge)
Der Rauhhügel ist ein Berg mit einer Höhe von 402 m ü. NHN bei dem Kurort Bad Berneck im Landkreis Bayreuth.

## Geografische Lage
Der Berg liegt im westlichen Ausläufer des Fichtelgebirges (Nordostbayern), drei Kilometer südwestlich von Bad Berneck und westlich der Bundesstraße 2, die von Bad Berneck nach Bindlach führt. Westlich des Berges mündet der Bachlauf Kronach in den Weißen Main.

## Bodendenkmale
Das Areal des Rauhügels ist Fundort des schwarzen und grünen Kieselschiefers, der bereits in der Mittelsteinzeit hier abgebaut wurde, was Bodenfunde belegen.

## Karten
- BayernAtlas

Koordinaten: 50° 2′ N, 11° 38′ O